# Neoelmis gracilis
Neoelmis gracilis är en skalbaggsart som beskrevs av Musgrave. Neoelmis gracilis ingår i släktet Neoelmis och familjen bäckbaggar. Inga underarter finns listade i Catalogue of Life.